# برنتسباراتی
برنتسباراتی (به مجاری:  Bernecebaráti) یک شهرداری در مجارستان است که در Vámosmikola District واقع شده‌است. برنتسباراتی ۳۷٫۶۸ کیلومتر مربع مساحت و ۸۹۸ نفر جمعیت دارد.